# Sphecotypus
Sphecotypus là một chi nhện trong họ Corinnidae.

## Các loài
- Sphecotypus birmanicus (Thorell, 1897) – Myanmar
- Sphecotypus borneensis Yamasaki, 2017 – Malaysia (Borneo)
- Sphecotypus niger (Perty, 1833) (type) – Nicaragua to Brazil
- Sphecotypus taprobanicus Simon, 1897 – Sri Lanka